# McDonnell Douglas DC-10 Air Tanker
El McDonnell Douglas DC-10 Air Tanker es un avión de fuselaje ancho estadounidense, totalmente basado en el modelo de avión original que entró en servicio en 2006 como un avión de extinción de incendios aéreos. Se utiliza principalmente para combatir incendios forestales, por lo general en las zonas rurales. Junto con el ya retirado Boeing 747 Supertanker, es uno de los bombarderos de agua más grandes del mundo.

## Desarrollo
10 Tanker STC comenzó la investigación sobre el desarrollo de bombarderos de agua de próxima generación en 2002. El personal de la compañía estaba formado por personas con amplia experiencia en operaciones, modificaciones y propiedad de aeronaves de fuselaje ancho. Después de dos años de investigación sobre los requisitos de extinción de incendios en grandes áreas y las direcciones futuras, 10 Tanker STC eligió el McDonnell Douglas DC-10 para ser modificado. Un certificado de tipo adicional de la Administración Federal de Aviación de los Estados Unidos (FAA, por sus días) para las modificaciones de los aviones DC-10 que se utilizarán fue entregado en marzo de 2006. 10 Tanker STC recibió entonces un Certificado operativo para la lucha contra incendios aéreos y la aprobación por parte de la Junta de Airtanker para el uso de la agencia.
El primer avión convertido, el registro N450AX, fue entregado a National Airlines como un avión de pasajeros civil en 1975, antes de volar a Pan Am, American Airlines, Hawaiian Airlines y Omni Air International. La conversión del fuselaje original en un bombardero de agua fue una empresa conjunta, llamada 10 Tanker Air Carrier, entre Conversiones de Carga de San Carlos, California, y Omni. El trabajo de conversión fue llevado a cabo por Victorville Aerospace del Southern California Airport (California), Victorville, California.

## Unidades construidas
Se han construido cuatro aviones, tres de los cuales están actualmente en servicio, todos los cuales son aviones DC-10-30 modificados, con señales de llamada del Tanker 911, 912 y 914. El Tanker 910 (la primera copia), un DC-10-10 modificado, fue retirado del servicio en 2014.